# 위플래쉬 (2014년 영화)
위플래쉬(영어: Whiplash)는 2014년 공개된 미국의 영화이다. 데이미언 셔젤이 감독하고 각본을 썼으며, 마일스 텔러, J. K. 시먼스가 주연으로 출연했다.

## 줄거리
재즈 드러머를 꿈꾸는 앤드류는 최고의 음악학교인 셰이퍼 음악원에 입학한다. 그는 전설적인 드러머 버디 리치처럼 이름을 남기고 싶어한다. 학교 내 최고 밴드의 지휘자 플레처는 앤드류를 눈여겨보고, 밴드의 메인 드러머를 대신할 보조 멤버로 발탁한다. 처음에는 격려하는 듯 보였던 플레처는 점차 학생들을 학대하는 폭군적인 모습으로 변해간다. 앤드류는 플레처에게 인정받기 위해 손에 피가 나도록 연습에 매달린다.
경연 대회에서 메인 드러머의 악보가 사라지자 앤드류는 대신 연주하고, 뛰어난 실력으로 메인 자리를 차지한다. 하지만 플레처는 갑자기 다른 드러머에게 메인 자리를 넘기고, 앤드류는 음악에만 집중하려다 가족과 갈등을 겪고 여자친구와도 헤어진다. 플레처는 과거 밴드 멤버가 자살했다는 소식을 전하며 학생들을 몰아세우고, 앤드류는 다시 메인 자리를 되찾는다.
경연 대회로 향하던 중 버스 사고가 나고, 앤드류는 부상당한 채 겨우 공연장에 도착하지만 연주를 망친다. 이에 격분한 앤드류는 플레처를 폭행하고 학교에서 퇴학당한다. 앤드류는 플레처의 폭력적인 지도 방식이 한 학생을 죽음으로 몰았다는 사실을 알게 되고, 법적 처벌을 위해 증언한다. 그 결과 플레처는 해고된다.
드럼을 포기한 앤드류는 우연히 재즈 클럽에서 피아노를 치고 있는 플레처를 만난다. 플레처는 자신의 가혹한 교육 방식이 학생들을 자극하기 위한 것이었다고 주장하고, 앤드류에게 자신의 밴드에서 연주할 것을 제안한다. 앤드류는 제안을 수락하고 공연에 참여하지만, 플레처는 앤드류가 자신을 배신했다는 것을 알고 복수하기 위해 악보도 없이 연주하도록 만든다. 무대에서 망신당한 앤드류는 돌아가려 하지만 다시 무대로 올라가 플레처의 지휘를 방해하며 즉흥 연주를 시작한다. 플레처는 앤드류의 연주에 감명받고, 마지막 화음을 지휘하며 공연은 끝난다.

## 출연

### 주연
- 마일스 텔러 - 앤드루 니먼 역
- J. K. 시먼스 - 테런스 플레처 역

### 조연
- 폴 라이저 - 짐 네이먼 역 - 앤드류 아버지
- 멀리사 베노이스트 - 니콜 역
- 오스틴 스토웰 - 라이언 역
- 제이슨 블레어 - 트래비스 역
- 네이트 랭 - 칼 테너 역
- 크리스 멀키 - 프랭크 삼촌 역
- 카비타 파틸 - 소피 역
- 마이클 코언 - 무대 담당자 역
- 코피 시리보 - 그렉 역
- 수앤 스포크 - 엠마 역
- 데이먼 겁튼 - Mr.크레이머 역
- 찰리 이언 - 더스틴 역
- 에이프릴 그레이스 - 레이첼 본홀트 역

### 단역
- 미셸 러프
- 티안 왕
- 제시 미첼
- 엘리 제인 하운셀

## 사운드 트랙
| #   | 제목 | 가수                     | 재생 시간 |
| --- | --- | ------------------------ | --------- |
| 1.  | 〈Snare Liftoff (I Want To Be One Of The Greats)〉                                                                     | 저스틴 허위츠, 팀 시모넥 | 0:43      |
| 2.  | 〈Overture〉 | 저스틴 허위츠, 팀 시모넥 | 3:20      |
| 3.  | 〈Too Hip To Retire〉                                                                                                  | 저스틴 허위츠, 팀 시모넥 | 3:02      |
| 4.  | 〈Whiplash〉 | 저스틴 허위츠, 팀 시모넥 | 1:55      |
| 5.  | 〈Fletcher's Song In Club〉                                                                                            | 저스틴 허위츠, 팀 시모넥 | 1:31      |
| 6.  | 〈Caravan〉 | 저스틴 허위츠, 팀 시모넥 | 9:20      |
| 7.  | 〈What's Your Name (If You Want The Part, Earn It)〉                                                                   | 저스틴 허위츠, 팀 시모넥 | 1:31      |
| 8.  | 〈Practicing〉 | 저스틴 허위츠, 팀 시모넥 | 1:45      |
| 9.  | 〈Invited〉 | 저스틴 허위츠, 팀 시모넥 | 0:56      |
| 10. | 〈Call From Dad〉 | 저스틴 허위츠, 팀 시모넥 | 0:42      |
| 11. | 〈Accident〉 | 저스틴 허위츠, 팀 시모넥 | 5:22      |
| 12. | 〈Hug From Dad〉 | 저스틴 허위츠, 팀 시모넥 | 1:17      |
| 13. | 〈Drum & Drone〉 | 저스틴 허위츠, 팀 시모넥 | 1:34      |
| 14. | 〈Carnegie〉 | 저스틴 허위츠, 팀 시모넥 | 0:36      |
| 15. | 〈Ryan / Breakup〉 | 저스틴 허위츠, 팀 시모넥 | 0:31      |
| 16. | 〈Drum Battle〉 | 저스틴 허위츠, 팀 시모넥 | 2:10      |
| 17. | 〈Dismissed〉 | 저스틴 허위츠, 팀 시모넥 | 2:48      |
| 18. | 〈Good Job (He Was A Beautiful Player)〉                                                                               | 저스틴 허위츠, 팀 시모넥 | 1:31      |
| 19. | 〈Intoit〉 | 저스틴 허위츠, 팀 시모넥 | 3:21      |
| 20. | 〈No Two Words〉 | 저스틴 허위츠, 팀 시모넥 | 1:41      |
| 21. | 〈When I Wake〉 | 저스틴 허위츠, 팀 시모넥 | 3:51      |
| 22. | 〈Casey s Song〉 | 저스틴 허위츠, 팀 시모넥 | 2:00      |
| 23. | 〈Upswingin〉 | 저스틴 허위츠, 팀 시모넥 | 2:13      |
| 24. | 〈First Nassau Band Rehearsal/Second Nassau Band Rehearsal/Studio Band Eavesdrop/Studio Band Rehearsal After Breakup〉 | 저스틴 허위츠, 팀 시모넥 | 1:34      |

## 참고 사항
- 수입사 : 에이든 컴퍼니, 워터홀 컴퍼니, 콘텐츠판다
- 처음부터 장편으로 계획한 영화였으나 투자를 제대로 받지 못해 먼저 proof-of-concept 형식의 단편 영화로 제작했다. 앤드류가 처음 스튜디오 밴드로 와서 곤욕을 치르는 장면만 뽑아 만든 것. 이 단편이 선댄스 영화제 등 여러 곳에서 호평을 받아 투자를받고 지금의 영화를 완성할 수 있었다.감독이 차기작 라라랜드 제작 후 밝힌 바로는, 라라랜드를 먼저 구상했으나 대형 제작사들이 연출 경력없는 초짜에게 대규모 뮤지컬 영화 제작을 지원할 리 없을 것이라 생각해 만든 작품이라고 밝혔다.
- 19일간 촬영했고, 편집 기간은 이보다 훨씬 길다고 한다.